# Associação Atlética Supergasbras
A Associação Atlética Supergasbrás  foi um dos principais e mais tradicionais times de voleibol do Estado do Rio de Janeiro e do Brasil na década de 1980 conquistando tricampeonato nacional nos anos de 1983, 1985 e 1986, de seis finais consecutivas.

## Histórico
O ano de 1983 representou um marco na história deste clube de voleibol, pois, em 15 de dezembro deste ano venceu a primeira partida por 3 sets a 0 (16/14, 15/11 e 15/7) em 1h22min de jogo, no Ginásio do Maracanãzinho, e novamente neste palco em 17 de dezembro deste ano ocorreu  a decisão do título do Campeonato Brasileiro  diante do arquirrival  Fluminense– antes deste certame enfrentaram-se na final do Campeonato Carioca  encerrando com o vice-campeonato–e obtiveram uma vitória por 3 sets a 1 (15/7, 14/16, 15/5 e 15/6) em 1h52min, sagrando-se pela primeira vez campeão nacional desde sua fundação, dando início a sucessivos tentos e resultados importantes nesta década.
O elenco titular que alcançou tal feito era composto por jogadoras da Seleção Brasileira:Jacqueline Silva, Vera Mossa, Sandra Suruagy, Dulce Thompson,  Eliane Costa (Lica) e  Adriane Paulo, no banco de reservas estavam: Virginia, Claudinha, Vivian, Ana Lúcia Vieira e Denise, cujo técnico era Enio Figueiredo.
Em 1984 jogou por este clube a musa do vôlei  Maria Isabel Salgado e também Fernanda Emerick nas temporadas seguintes. O clube protagonizou mais cinco finais do Campeonato Brasileiro após a conquista de 1983:vice-campeão em 1984 e o bicampeonato nos anos de 1985 e 1986 e mais dois vice-campeonatos, o primeiro obtido em 1987 e  outro na temporada 1989-90, quando a competição chamava-se Liga Nacional.

### Resultados obtidos nas principais competições
- Campeonato Carioca:1985 e 1986[2]
- Campeonato Carioca:1983[2]
- Superliga Nacional:1983, 1985 e 1986[2]
- Superliga Nacional:1984, 1987[2] e 1989-90